# Monographia generis Melocacti
Monographia generis Melocacti (abreviado Monogr. Melocacti) es un libro con ilustraciones y descripciones botánicas que fue escrito por el botánico, micólogo, pteridólogo, briólogo, y algólogo holandés Friedrich Anton Wilhelm Miquel y publicado en Berlín en el año 1840.